# HD 94683
HD 94683，又名CP-61 1960，SAO 251173、HR 4266，是一颗恒星，视星等为5.93，位于銀經289.59，銀緯-2.02，其B1900.0坐标为赤經10h 50m 33.8s，赤緯-61° -2.02′ 37″。